# Bisdom Muzaffarpur
Het bisdom Muzaffarpur (Latijn: Dioecesis Muzaffarpurensis) is een rooms-katholiek bisdom met als zetel Muzaffarpur, in India. Het bisdom is suffragaan aan het aartsbisdom Patna. 

## Geschiedenis
Het bisdom werd opgericht op 6 maart 1980, uit delen van het bisdom Patna, en was suffragaan aan het aartsbisdom Ranchi. Op 16 maart 1999 veranderde het van kerkprovincie en werd suffragaan aan het nieuw verheven aartsbisdom Patna.

## Parochies
Het bisdom had in 2021 een oppervlakte van 27.120 km2 en telde 33.143.260 inwoners waarvan 0,02% rooms-katholiek was.

## Bisschoppen
- John Baptist Thakur (6 maart 1980 - 11 juli 2014)
- Cajetan Francis Osta (11 juli 2014 - heden)

Patna (aartsbisdom) · Bettiah · Bhagalpur · Buxar · Muzaffarpur · Purnea